# Miss You Much
Miss You Much è il primo singolo estratto dall'album Rhythm Nation 1814 della cantante statunitense Janet Jackson, pubblicato nel 1989. La canzone è stata scritta e prodotta dal duo Jimmy Jam & Terry Lewis.

## Descrizione
Fu uno dei singoli di maggior successo della Jackson, riuscendo ad arrivare alla vetta sia della classifica Billboard che della classifica rhythm and blues/hip hop, diventando il secondo singolo della cantante a piazzarsi alla posizione numero uno nella classifica di Billboard dopo When I Think of You, rimanendovi quattro settimane. Divenne il brano con più settimane di permanenza in vetta nel 1989 negli Stati Uniti. Miss You Much fu il secondo singolo più venduto del 1989 e il maggior successo radiofonico dell'anno negli Stati Uniti. Janet Jackson batté il suo stesso record solo con That's the Way Love Goes, che vi rimase otto settimane, e All for You, sette.
Fu, tra i singoli della Jackson fino ad allora, il più alto classificatosi in Canada e in Nuova Zelanda, raggiungendo la seconda posizione. Si impose anche ai primi venti posti in Australia e in vari paesi d'Europa: Finlandia, Germania, Paesi Bassi e Svizzera. In Italia fu in assoluto il primo singolo dell'artista ad entrare in classifica, dove stazionò entro i primi quaranta posti.
La canzone fu nominata per due Grammy Award, vinse un American Music Award e un Billboard Award per il "Miglior singolo dell'anno".

## Il video

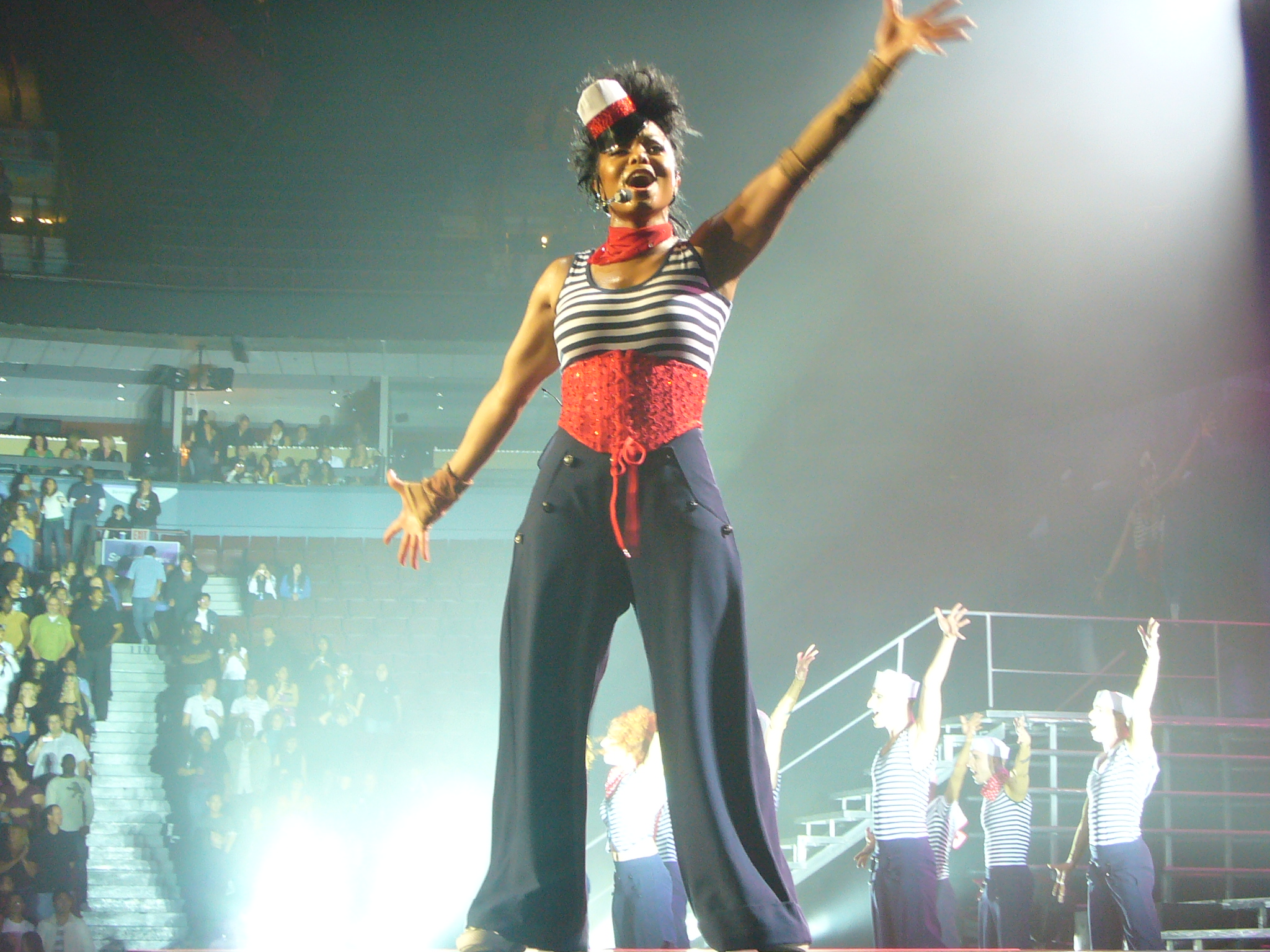
Janet Jackson interpreta la canzone durante il Rock Witchu Tour nel 2008.

Il videoclip di Miss You Much fu diretto da Dominic Sena come molti altri di Janet Jackson in quel periodo, con coreografie di Anthony Thomas. Fu girato nell'agosto 1989 all'interno del progetto cinematografico Rhythm Nation 1814. Il video, in bianco e nero, incomincia con i ballerini della cantante che si trovano in una sala da biliardo, dove discutono della separazione tra lei e il suo fidanzato. La cantante entra nella stanza e un ballerino le chiede dove fosse andata. Lei risponde con una battuta scherzosa, sdrammatizza la recente separazione decidendo piuttosto di mostrare ai ballerini la coreografia della sua nuova canzone. Il finale è costituito da uno stacchetto con delle sedie, coreografato da Terry Bixler.
Questa coreografia è considerata un classico nella storia dei videoclip; è stata omaggiata da Britney Spears nel video di Stronger, dai Backstreet Boys nell'esibizione live di As Long As You Love Me durante il Disney Channel Concert del 1999 e da Pink, Usher e Mýa in un'esibizione congiunta durante la puntata di MTV Icon dedicata alla Jackson. Il video è presente all'interno del DVD Rhythm Nation Compilation.

## Tracce
1. Miss You Much
2. You Need Me

### Singolo 12"
1. Miss You Much (Album Version) – 4:12
2. Miss You Much (Design of a Decade International Edit) – 3:51
3. Miss You Much (A cappella) – 3:25
4. Miss You Much (7" Edit) – 3:55
5. Miss You Much (Mama Mix) – 7:24
6. Miss You Much (Oh I Like That Mix) – 4:56
7. Miss You Much (Sing It Yourself Mix) – 4:19
8. Miss You Much (Shep's 7" House Mix) – 4:56
9. Miss You Much (Shep's House Mix) – 8:45
10. Miss You Much (Shep's House Dub) – 6:05
11. Miss You Much (Slammin' 7" R&B Mix) – 4:17
12. Miss You Much (Slammin' R&B Mix) – 7:45
13. Miss You Much (Slammin' Dub) – 5:48
14. Miss You Much (The Bass You Much Mix/That Bass You Much Mix) – 4:20

## Classifiche
| Posizione | 42 | 29 | 15 | 8 | 5 | 1 | 1 | 1 | 1 | 3 | 7 | 11 | 21 | 36 | 45 | 56 | 72 | 92 | 92 | 97 |

### Classifiche settimanali
| Classifica (1989) | Posizione massima |
| ----------------- | ----------------- |
| Australia         | 12                |
| Belgio            | 16                |
| Canada            | 2                 |
| Finlandia         | 20                |
| Francia           | 66                |
| Germania          | 16                |
| Italia            | 31                |
| Irlanda           | 22                |
| Nuova Zelanda     | 2                 |
| Paesi Bassi       | 15                |
| Svizzera          | 20                |
| Regno Unito       | 22                |
| Stati Uniti       | 1                 |

### Classifiche annuali
| Classifica (1989) | Posizione |
| ----------------- | --------- |
| Australia         | 85        |
| Canada            | 16        |
| Stati Uniti       | 5         |